# Antike Naturwissenschaft und ihre Rezeption
Antike Naturwissenschaft und ihre Rezeption (kurz: AKAN) ist eine wissenschaftliche Reihe, die Schriften über die Naturwissenschaft und Medizin der Antike unter interdisziplinären Gesichtspunkten veröffentlicht. Sie wurde 1988 begründet und erscheint seit 1992 jährlich. Ihre Herausgeber sind Jochen Althoff, Bernhard Herzhoff und Georg Wöhrle.

## Geschichte
Um die Forschungen zahlreicher Fachrichtungen wie Altphilologie, Orientalistik, Wissenschaftsgeschichte, Philosophie zusammenzubringen, wurde 1988 in Bamberg ein der Arbeitskreis Antike Naturwissenschaft und ihre Rezeption (AKAN) gegründet. Er setzte es sich zum Ziel, in jährlichen Symposien Interessenten des In- und Auslandes zu Vorträgen einzuladen und Forschungsergebnisse zu diskutieren. Das erste Symposion fand 1989 statt. 1990 entschloss sich der Arbeitskreis, seine Ergebnisse in einer jährlich erscheinenden Reihe zu veröffentlichen. Die Bände I bis IV aus den Jahren 1990–94 erschienen beim Collibri-Verlag in Bamberg.
1994 verlegte der Arbeitskreis mit Georg Wöhrles Weggang aus Bamberg seinen Sitz nach Trier, wo Wöhrle den Lehrstuhl für Gräzistik annahm. Seitdem erscheinen die Bände der Reihe im Wissenschaftlichen Verlag Trier. 1999 löste Jochen Althoff den Bamberger Altphilologen Klaus Döring als Mitherausgeber ab.